# Afrocoelichneumon malagassus
Afrocoelichneumon malagassus là một loài tò vò trong họ Ichneumonidae.